# Kids See Ghosts (альбом)
Kids See Ghosts (стилізовано як KIDS SEE GHOSTS) — спільний студійний альбом американської хіп-хоп супергрупи Kids See Ghosts, до складу якої входять репери Каньє Вест і Кід Каді. Він був випущений 8 червня 2018 року на лейблах Wicked Awesome Records і GOOD Music і Def Jam Recordings. До релізу Каньє Вест і Каді співпрацювали над роботами один одного з 2008 року, і згодом пройшли через сварки через творчі розбіжності. Перші студійні сесії для альбому почалися після примирення наприкінці 2016 року.

## Історія
Kids See Ghosts охарактеризований музичними критиками як суміш жанрів хіп-хоп , психоделія  та реп-рок , включаючи елементи ери психоделічного року 1970-х років  .
Kids See Ghosts дебютував на другому місці в американському основному хіт-параді Billboard 200 з тиражем 142 000 одиниць, включаючи 79,000 дійсних альбомних продажів  . Для Уеста це його 10-й альбом у найкращій п'ятірці top-five, а для Каді його шостий top-five у США  .
Усі сім треків альбому дебютували у хіт-параді Billboard Hot 100  . Трек «Reborn» піднявся в чарті до top 40 американського синглового хіт-параду US Hot 100, досягнувши позиції №39  .

## Відгуки
Альбом отримав позитивні відгуки музичної критики та інтернет-видань  : The Guardian , Pitchfork , Highsnobiety , NME  For The AV Club , Entertainment Weekly , Rolling Stone , Uproxx , Variety , Billboard  .
| Публікація             | список                                             | Ранг | Посилання |
| ---------------------- | -------------------------------------------------- | ---- | --------- |
| The Triangle           | The Best Albums of 2018                            | 8    | [ 15 ]    |
| Genius                 | 50 Best Albums of 2018                             | 3    | [ 16 ]    |
| Billboard              | Billboard's 50 Best Albums of 2018                 | 30   | [ 17 ]    |
| Exclaim!               | Top 10 Hip-Hop Albums of 2018                      | 4    | [ 18 ]    |
| HotNewHipHop           | Top 30 Hottest Hip-Hop Albums of 2018              | 16   | [ 19 ]    |
| Clash                  | Clash Albums of the Year 2018                      | 21   | [ 20 ]    |
| DJ Booth               | 50 Best Hip-Hop and R&B Albums of 2018             | 13   | [ 21 ]    |
| Dummy                  | The 25 Best Albums of 2018                         | 17   | [ 22 ]    |
| Capital XTRA           | 20 Best Albums of 2018                             | 14   | [ 23 ]    |
| Complex                | The Best Albums of 2018                            | 14   | [ 24 ]    |
| The New York Times     | The 28 Best Albums of 2018 (Jon Caramanica's List) | 7    | [ 25 ]    |
| The New Zealand Herald | Top 20 Albums of 2018                              | 12   | [ 26 ]    |
| NME                    | NME's Albums of the Year 2018                      | 15   | [ 27 ]    |
| PopMatters             | The 10 Best Hip-Hop Albums of 2018                 | 5    | [ 28 ]    |
| AllHipHop              | AllHipHop's 15 Best Hip-Hop Albums of 2018         | 10   | [ 29 ]    |
| Slant Magazine         | The 25 Best Albums of 2018                         | 3    | [ 30 ]    |
| Pitchfork              | Pitchfork Readers' Poll: Top 50 Albums of 2018     | 2    | [ 31 ]    |
| 411Mania               | The Top 100 Albums Of 2018                         | 4    | [ 32 ]    |

## Список композицій
1. «Feel the Love»
2. «Fire»
3. «4th Dimension»
4. «Freeee (Ghost Town, Pt. 2)»
5. «Reborn»
6. «Kids See Ghosts»
7. «Cudi Montage»

## Чарти
| Чарт (2018)                                          | Пікова позиція |
| ---------------------------------------------------- | -------------- |
| Австралія Australian Albums (ARIA)                   | 4              |
| Австралія Australian Urban Albums (ARIA)             | 2              |
| Австрія Austrian Albums (Ö3 Austria)                 | 15             |
| Бельгія Belgian Albums (Ultratop Flanders)           | 14             |
| Бельгія Belgian Albums (Ultratop Wallonia)           | 41             |
| Канада Canadian Albums (Billboard)                   | 3              |
| Чехія Czech Albums (ČNS IFPI)                        | 11             |
| Нідерланди Dutch Albums (MegaCharts)                 | 5              |
| Естонія Estonia (Eesti Tipp-40)                      | 3              |
| Фінляндія Finnish Albums (Suomen virallinen lista)   | 15             |
| Німеччина German Albums (Offizielle Top 100)         | 33             |
| Ірландія Irish Albums (OCC)                          | 2              |
| Італія Italian Albums (FIMI)                         | 42             |
| Латвія Latvian Albums (LAIPA)                        | 3              |
| Литва Lithuanian Albums (AGATA)                      | 76             |
| Нова Зеландія New Zealand Albums (Recorded Music NZ) | 3              |
| Норвегія Norwegian Albums (VG-lista)                 | 3              |
| Шотландія Scottish Albums (OCC)                      | 49             |
| Швеція Swedish Albums (Sverigetopplistan)            | 13             |
| Швейцарія Swiss Albums (Schweizer Hitparade)         | 12             |
| Велика Британія UK Albums (OCC)                      | 7              |
| Велика Британія UK R&B Albums (OCC)                  | 2              |
| США Billboard 200                                    | 2              |
| США Top R&B/Hip-Hop Albums (Billboard)               | 1              |

| Чарт (2018)                              | Позиція |
| ---------------------------------------- | ------- |
| Австралія Australian Urban Albums (ARIA) | 41      |
| Естонія Estonian Albums (Eesti Tipp-40)  | 100     |
| Ісландія Icelandic Albums (Plötutíóindi) | 67      |
| США Billboard 200                        | 140     |
| США Top R&B/Hip-Hop Albums (Billboard)   | 58      |

| Чарт (2019)                              | Позиція |
| ---------------------------------------- | ------- |
| Австралія Australian Urban Albums (ARIA) | 65      |

## Сертифікації
| Регіон                                                      | Сертифікація | Продажі |
| ----------------------------------------------------------- | ------------ | ------- |
| Велика Британія (BPI)                                       | Срібний      | 60 000  |
| США (RIAA)                                                  | Золотий      | 500 000 |
| продажі+прослуховування, що базуються лише на сертифікаціях |              |         |